# 第203飛行隊 (航空自衛隊)
第203飛行隊（だい203ひこうたい、JASDF 203rd Tactical Fighter Squadron）は、航空自衛隊第2航空団の戦闘機部隊である。千歳基地に所属し、F-15J/DJ戦闘機、連絡機としてT-4を運用する。

## 概要
第203飛行隊は1964年（昭和39年）6月25日に、F-104戦闘機の3番目の部隊として千歳基地第2航空団隷下の部隊として編成された。初期使用機種はF-104J/DJであった。
1980年代にはF-104の退役も進み、1984年（昭和59年）3月24日には、航空自衛隊F-15戦闘機2番目の部隊として機種改編。当時全国でも配備間もない最新鋭のF-15を運用する飛行隊として、同じ千歳基地に所属した第302飛行隊（昭和61年に那覇基地へ移駐）のF-4EJと共に、冷戦下で緊張状態にあった北国の防空任務に従事した。
第203飛行隊は航空自衛隊の戦闘機部隊で唯一、シェルター運用が行われており、司令部などの飛行隊施設の大半がシェルター地区内の地下に設けられている。
部隊マークは赤い稲妻状のラインと熊をあわせたシルエットで「二〇三」を表すようデザインされている。なお熊の配色が白黒を基調にしているためパンダと認識されがちだが間違いである。
部隊章は国籍標識状の日の丸の中にF-15が描かれたデザインで、F-104運用時には同機が描かれていた。

## 沿革
- 1964年（昭和39年）6月25日 - F-104戦闘機部隊として千歳基地の第2航空団隷下にて部隊編成。

12月1日 - F-104Jによる対領空侵犯措置任務付与。
- 1965年（昭和40年）1月22日 - 第203飛行隊初のホットスクランブル[3]。

2月27日 - Tu-16を航空自衛隊機で初の目視識別。
- 1966年（昭和41年）10月4日 - 無事故飛行10,000時間達成[3]。
- 1967年（昭和42年）10月14日 - 航空総隊射撃演習ガン射撃部門優勝[4][3]。
- 1969年（昭和44年）8月29日 - ホットスクランブル900回達成[3]。
- 1970年（昭和45年）5月4日 - ホットスクランブル999回達成[3]。
- 1972年（昭和47年）4月28日 - F-104DJで無事故飛行10,000時間達成[3]。
- 1974年（昭和49年）6月22日 - 部隊創隊10周年記念式典を実施[3]。
- 1976年（昭和51年）9月1日 - 島松演習場で空対地射撃訓練中にF-104Jが墜落[5]。
- 1978年（昭和53年）5月12日 - 射撃及び要撃戦技競技会F-104部門優勝[3]。
- 1979年（昭和54年）10月17日 - 対戦闘機戦闘競技会F-104部門優勝（第204飛行隊と同点優勝）[6][3]。
- 1980年（昭和55年）11月9日 - 対戦闘機戦闘競技会F-104部門優勝[7][3]。
- 1981年（昭和56年）4月30日 - ホットスクランブル2,000回達成[3]。
- 1983年（昭和58年）4月13日 - F-15初配備[3]。

10月31日 - 対領空侵犯措置任務解除。
- 1984年（昭和59年）3月24日 - F-15へ機種更新完了[3]。

12月1日 - F-15Jによる対領空侵犯措置任務付与。
- 1985年（昭和60年）6月10日 - 射爆撃戦技競技会優勝（第302飛行隊とのペア優勝）[9][3]。

11月5日 - 組織戦闘戦技競技会北空チームの一員として優勝。
- 1986年（昭和61年）11月4日 - 射爆撃戦技競技会第1部門F-15チーム優勝[10]。
- 1987年（昭和62年）11月10日 - 射爆撃戦技競技会F-15部門優勝（第204飛行隊と同点優勝）[11]。
- 1994年（平成06年）6月13日 - 航空総隊戦技競技会組織戦闘部門優勝（第201飛行隊と同点優勝）[12]。
- 2001年（平成13年）5月21日 - 航空総隊戦技競技会対戦闘機戦闘部門優勝[4]。

6月11日 - コープノース・グアム2001に参加。
- 2003年（平成15年）4月21日～5月2日 - 航空自衛隊で初の空中給油訓練に第201飛行隊と参加[13]。

6月5日 - コープサンダー2003に参加。
- 2005年（平成17年）4月18日～4月26日 - 日米合同空中給油訓練に第201飛行隊と参加[14]。

6月10日 - コープサンダー2005に参加。
- 2019年（令和元年）9月24日～10月4日 - 日豪共同訓練「武士道ガーディアン19」に参加[15]。

## 歴代運用機
- 戦闘機
  - F-104J/DJ（1964年～1983年）
  - F-15J/DJ（1983年～）

- 連絡機
  - T-33A（1964年～1992年 ）
  - T-4（1992年～）

## 登場作品
映画
- 『BEST GUY』 - 第203飛行隊も撮影に協力。